# Vrtni zemeljski čmrlj
Vrtni zemeljski čmrlj (znanstveno ime Bombus hortorum) je evropska vrsta čmrljev, ki je razširjena po večini Evrope, do 70° severne zemljepisne širine, pa tudi po delih Azije in na Novi Zelandiji.

## Opis
Vrtni zemeljski čmrlj ima enega najdaljših jezičkov za srkanje medičine med vsemi čmrlji, zaradi česar se najpogosteje hrani predvsem na mrtvi koprivi, bršljanasti grenkuljici, grašici, detelji, gabezu, naprstecu in osatu. Jeziček je dolg okoli 15 mm, lahko pa doseže dolžino celo do 20 mm. Zaradi izjemne dolžine jezička včasih med letanjem od cveta do cveta sploh v celoti ne potegne vase.
Matice v dolžino dosežejo med 19 in 22 mm in imajo premer kril med 35 in 38 mm. Delavke so približne enake velikosti. Osnovna barva telesa je črna, oprsje je rumeno. Na sredini telesa je drugi rumeni pas, tretji pa je na prvem in drugem členu zadka. Konica zadka je bela. Pogosti so tudi primerki, ki nimajo tako izrazitih rumenih pasov.

## Biologija
Matice vrtnega zemeljskega čmrlja začnejo spomladi iskati ustrezen kraj za izgradnjo gnezda. Običajno gnezda gradijo ob gozdnih obronkih ali ob neobdelanih kmetijskih površinah in sicer pod zemljo. Za izgradnjo gnezd uporabljajo mah in posušeno travo.
Matica sprvi mesec do dva sama skrbi za gnezdo, nato pa se izležejo prve delavke in troti. Troti takoj zapustijo gnezdo in postanejo samotarji,   delavke pa skrbijo za gnezdo. Kolonije vrtnih zemeljskih čmrljev so manjše od kolonij drugih vrst čmrljev.